# Juan Botella
Juan Botella Medina (Città del Messico, 4 luglio 1941 – Città del Messico, 17 luglio 1970) è stato un tuffatore messicano.

## Biografia
Ai giochi Giochi panamericani di Chicago 1959 ha vinto la medaglia di bronzo nella piattaforma 10 metri, superato in classifica dal connazionale Álvaro Gaxiola e dallo statunitense Donald Harper.
Ha rappresentato il Messico ai Giochi olimpici di Roma 1960 vincendo la medeglia di bronzo nel concorso dei tuffi dal trampolino 3 metri, battuto in finale dagli statunitensi Gary Tobian, oro, e Samuel Hall, argento.

## Palmarès
- Giochi olimpici

Roma 1960: bronzo nel trampolino 3 m
- Giochi panamericani

Chicago 1959: bronzo nella piattaforma 10 metri.